# Yua (Flöte)
Yua, Buli yuik (Plural yuisa) oder wiik (Plural wiisa), Dagbani wía (Plural wihé) oder yúwá (Plural yù hé), auch hua, wua, weii, ist eine kleine gedackte Kerbflöte aus Holz mit zwei oder drei Grifflöchern, die im Norden von Ghana allgemein solistisch von Hirten und Jägern zum Musizieren und als Signalpfeife verwendet wird. Mit der yua können einfache Sprachnachrichten übermittelt werden. Builsa und Kassena spielen die yua auch in Flötenensembles zusammen mit Trommeln bei Totenfeiern und anderen rituellen Anlässen.

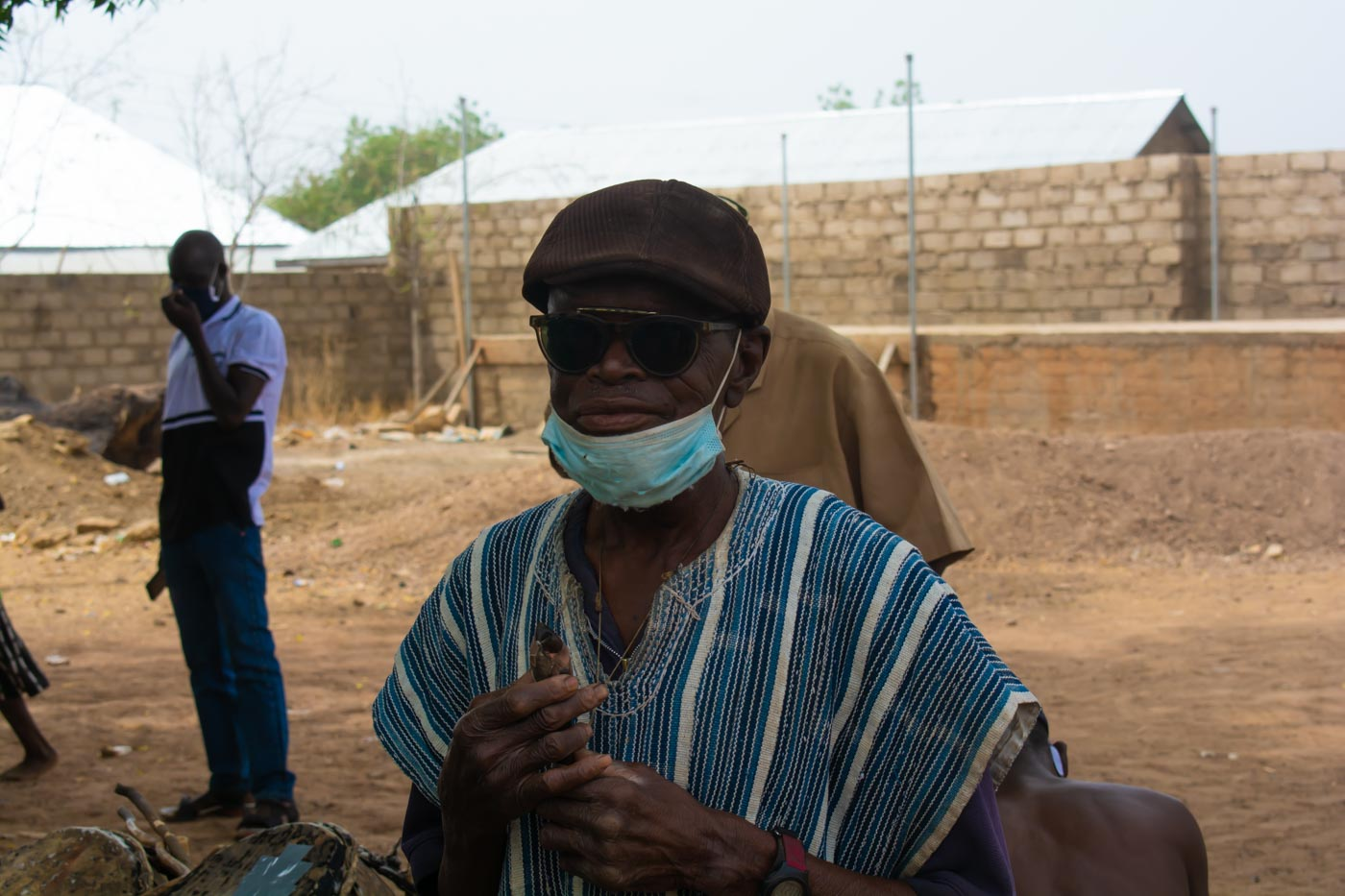
Ein Musiker mit einer Holzflöte yua im Dorf Funsi, Wa East District im Nordwesten von Ghana

## Herkunft und Verbreitung

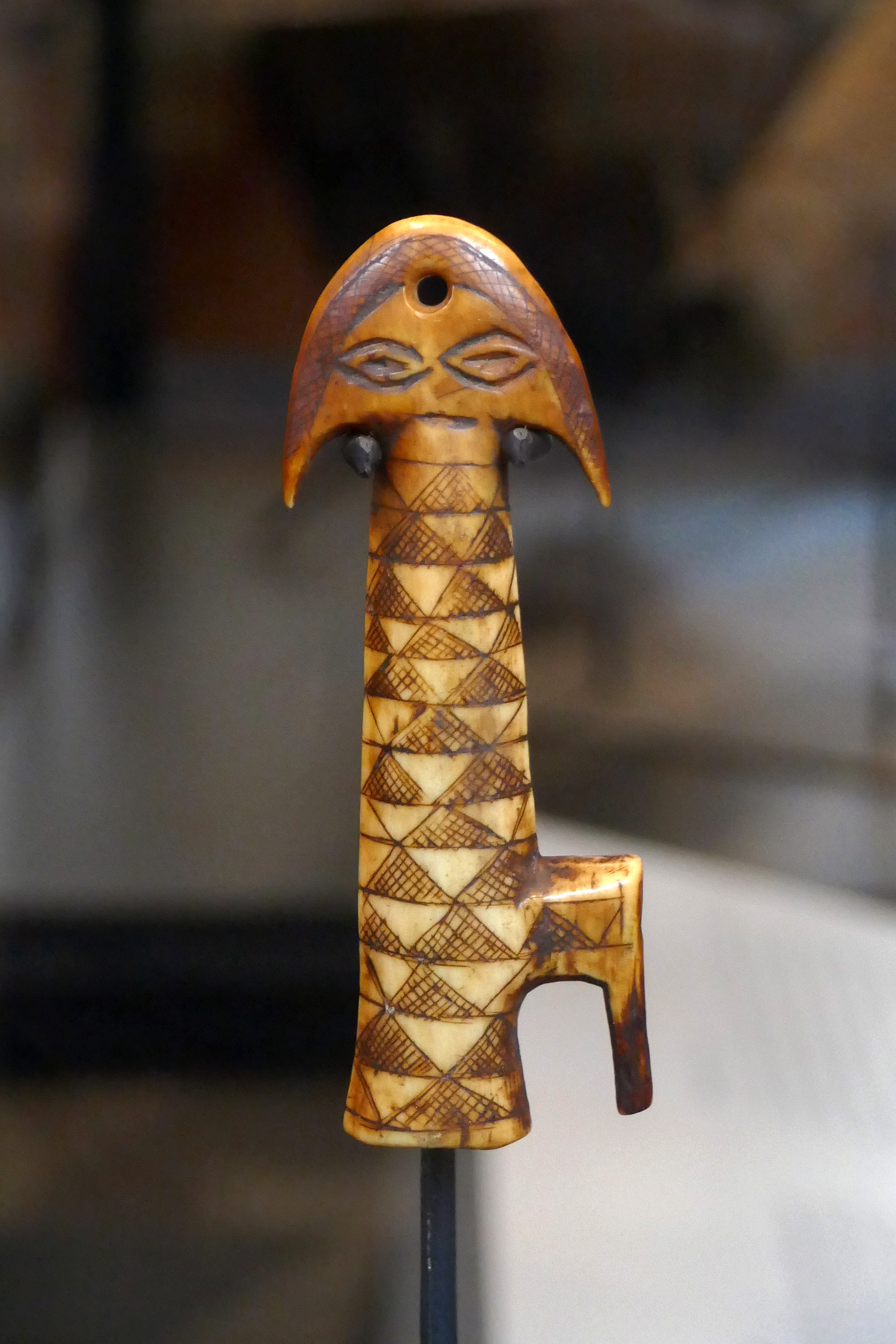
Elfenbeinpfeife der Pende in der Provinz Kwilu im Südwesten der Demokratischen Republik Kongo. Königliches Museum für Zentral-Afrika in Tervuren, vor 1939

Flöten gehören zu den ältesten überlieferten Musikinstrumenten und sind in Afrika vor allem als längs geblasene Kerbflöten und Kernspaltflöten weit verbreitet. Die frühesten Blasinstrumente, zunächst wohl Eintonflöten ohne Grifflöcher, bestanden aus Säugetier- und Vogelknochen sowie aus Pflanzenröhren und anderen leicht vergänglichen Materialien. Archäologische Funde werden häufig spekulativ als Knochenflöten gedeutet und erweisen sich, wie das „sehr wahrscheinliche Fragment einer Längsflöte oder Mehrtonpfeife“, das der Archäologe Charles McBurney in Haua Fteah, einer bis ins Mittelpaläolithikum datierten Fundstätte in Libyen ausgrub (älteste Schicht 47.000 BP), bei späteren Untersuchungen nicht als Artefakte, sondern als natürlich entstanden. Abgesehen von manchmal problematischen Zuschreibungen wurden zu den frühesten Kulturen gehörende Knochenflöten in ganz Afrika entdeckt. Unter den archäologischen Flötenfunden in Subsahara-Afrika waren jedoch, wie Erich Moritz von Hornbostel (1933) erklärt, keine Kernspaltflöten. Diese sind erst aus späterer islamischer Zeit in Nordafrika bekannt (vgl. schabbaba), woraus von Hornbostel schließt, dass sie nicht der schwarzafrikanischen Kultur zugehören. Die im Zentrum und Süden Ghanas gespielte Bambusflöte atenteben erhielt erst Mitte des 20. Jahrhunderts ihre heutige Form mit Kernspalt.
In die historische Zeit gelangten westafrikanische Flöten erstmals durch den Reisebericht (Periplus) von Hanno dem Seefahrer, der von Karthago aus mit einer großen Schiffsflotte um Westafrika herum die Guineaküste erreicht haben will. Der archaischen griechischen Sprache des in einer Abschrift aus dem 9. Jahrhundert überlieferten Textes zufolge könnte die Reise im 5. Jahrhundert v. Chr. unternommen worden sein. Nachdem die Seefahrer über den Hespérū Kéras („Horn des Westens“, ungefähr beim heutigen Ghana) benannten Küstenabschnitt hinausgekommen waren und möglicherweise das Nigerdelta im heutigen Nigeria erreicht hatten, stießen sie auf „...eine weitere Insel, bei der wir an Land gingen; wir sahen jedoch bei Tag nichts außer Wald, nachts aber zahlreiche Feuerbrände, und hörten den Klang von Flöten, das Gedröhne von Zimbeln und Trommeln sowie tausendfältiges Geschrei.“ Damit ist der vielschichtige Gesamtklang bis heute typischer Ensembles erwähnt. Die Jarawa-Sprecher in Nigeria spielen beispielsweise zwölf Bambuskerbflöten mit vier Fingerlöchern, eine Sanduhrtrommel, zwei Zylindertrommeln und eine Gefäßrassel zusammen.
Querflöten sind selten und kommen in ganz Afrika nur vereinzelt in solchen Regionen vor, in denen sie von Längsflöten umgeben sind. Ihr unteres Ende ist meistens offen. Nach ihrem Verwendungszweck mit der yua verbunden ist die aus Schilfrohr oder Bambus gefertigte Querflöte ibirongwe mit vier Grifflöchern, die von Rinderhirten der Kuria am Ostufer des Viktoriasee (Grenzregion von Kenia und Tansania) gespielt wird. Manche Flöten in Südafrika entstanden wahrscheinlich unter dem Einfluss europäischer Flöten und Pfeifen. Eine regional begrenzte einfache Querflöte war die nur von Zulu-Jungen in Südafrika verwendete igemfe mit zwei bis vier Grifflöchern. Zu den in Westafrika bekannten Querflöten gehören eine Flöte mit vier Grifflöchern der Sanan in Mali und Burkina Faso und eine kürzere Flöte mit zwei Grifflöchern der Bambara in Mali. Vier Grifflöcher haben die lontore der Bissa in Burkina Faso und die ähnliche tami fle der Mandinka in Guinea.
Eine mittellange Längsflöte der Hirten Ruandas ist die umwirongi mit zwei bis vier Grifflöchern, die aus einem Pflanzenstängel, Bambus oder Holz hergestellt werden kann. Typisch für Hirtenflöten ist eine magische Bedeutung, die ihr die Hirten beim einsamen Spiel auf der Weide oder nachts in geselliger Runde beimessen. Hirtenflöten dienen außerdem dazu, in einer Art Sprache Mitteilungen zu machen, die von den Zuhörern verstanden werden. Beides gilt ebenso für manche Hirtenflöten außerhalb Afrikas (vgl. kaval). Bei der umwirongi soll der Flötenklang Diebe und Raubtiere abwehren, die um die Herde herumschleichen, sowie die Tiere vor Krankheiten schützen, die ihnen übelwollende Zauberer zufügen könnten. Eine magische Bedeutung wurde früher auch gewissen Gefäßflöten wie der lushiba im Kongo zugesprochen. Afrikanische Geister sollen sich häufig durch bestimmte Blasinstrumente, zu denen Flöten, Pfeifen und Hörner gehören, bemerkbar machen.

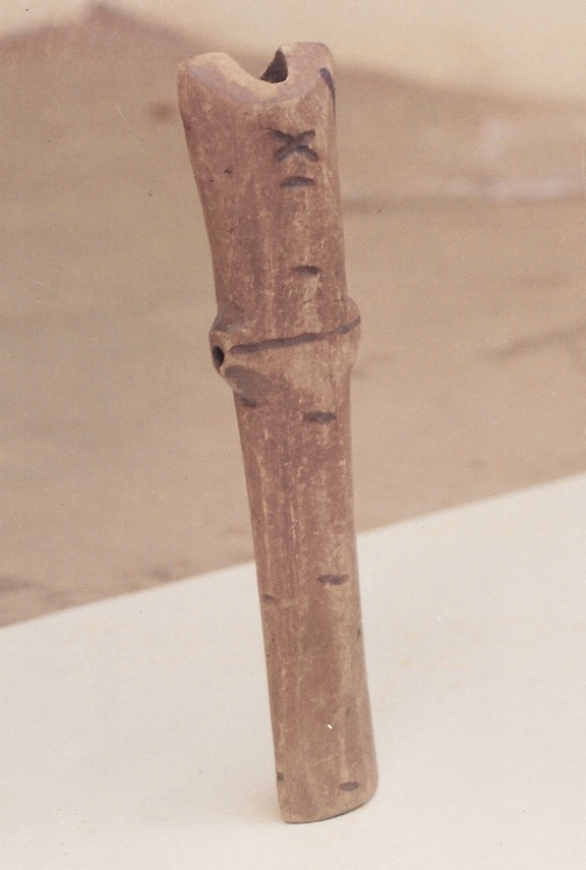
Unten offene Holzflöte oja mit zwei gegenüberliegenden Grifflöchern der Igbo im Süden Nigerias

Zur materiellen Kultur mancher Ethnien gehörende Musikinstrumente sind häufig Übernahmen benachbarter Ethnien und wurden häufig durch Wanderungsbewegungen verbreitet. So brachten etwa die von Mali nach Osten gewanderten Fulbe Formen der islamischen Kultur ins Kameruner Grasland, wo sie mutmaßlich gegen Ende des 19. Jahrhunderts von den Mandara (auch Wandala) die dreiteilige Längsflöte ciidal übernahmen. Dieser in der gesamten Umgebung des Tschadsees verbreitete Flötentyp ist bei den Kanuri als chilachila bekannt. Das Ensemble der Mandara besteht aus ein oder zwei ciidal, einem Sänger, einem Chor aus bis zu fünf Personen und als Perkussionsinstrument einer Kalebassenhalbschale oder eine Kalebassenrassel. Das Zusammenspiel von Flöten und Kalebassen, die als Perkussionsinstrumente geschlagen, geschabt oder geschüttelt werden, ist eine alte Tradition der Fulbe in der gesamten Sahelzone. Die Flöten der Hirten (Längsflöten aus Holz, Bambus oder Sorghumhirsestängeln) sind bei den Fulbe die am weitesten verbreiteten Blasinstrumente.
In Nordghana sind Flöten beliebter als in der südlichen Landeshälfte, wo sie nur vereinzelt in Ensembles vorkommen. Die yua ist im gesamten Norden verbreitet, aber nur die Builsa und Kassena spielen sie in Ensembles. Andere Blasinstrumente der Kassena sind eine Kerbflöte, die quer geblasene Elfenbeintrompete nabona, von der sechs oder sieben in einem Ensemble gebraucht werden, und das Spielzeuginstrument kaaku. Ein ähnliches Instrumentarium besitzen die Aschanti weiter südlich in Ghana. Zu ihrer höfischen Musik gehören die Kerbflöte odurugya, ein Ensemble aus fünf bis sieben Elfenbeintrompeten ntahera und die Stegharfe seperewa. Die Parallelen reichen im Westen bis zu den Kpelle in Liberia, die unter den Blasinstrumenten eine Flöte boo und eine quer geblasene Naturtrompete túru aus Holz, Elfenbein oder Tierhorn kennen. Ihre Musikinstrumente teilen die Kpelle ähnlich wie die Builsa in „geblasen“ (fée) und „geschlagen“ (ygále) ein.
Ein islamischer Kultureinfluss ist lediglich bei den Festen und Gebräuchen der Mamprusi, Dagomba, Kusasi, Frafra und anderen Ethnien im Nordosten Ghanas erkennbar, aber abgesehen von den in dieser Region gespielten einsaitigen Fideln (wie goge und imzad) weniger in der Musik. Von Hirten solistisch gespielte Längsflöten gehören auch zu den arabisch beeinflussten Kulturen nördlich der Sahara: die gasba (im arabischen Dialekt) mit vier Grifflöchern im Maghreb, die bei den Tuareg tazammart genannt wird. Sie wird nur von Männern geblasen.
Die Builsa nennen Flöten allgemein aufgrund von regionalen Dialektunterschieden entweder yuik (Plural yuisa) oder wiik (Plural wiisa). Für bestimmte Flötenvarianten haben sie eigene Bezeichnungen. Die Signalpfeifen der Dagomba heißen in ihrer Sprache Dagbani im Westen der Northern Region wía (Plural wihé) und im Osten yúwá (Plural yù hé). Bei den Kassena heißt die hölzerne Kerbflöte mit drei Grifflöchern hua.
Der yua-Flötentyp kommt mit anderen Namen auch außerhalb Nordghanas vor. Bei den Fon in Benin heißt die kurze Holzflöte kpeté oder koué. Die Fon verwendeten sie unter anderem zusammen mit Trommeln bei Begräbniszeremonien und magischen Praktiken. Bei Beerdigungen, Hochzeiten und anderen Anlässen spielen die Fon in der Zeremonialmusik tchinkoumé (tchinkounmè) neben Wassertrommeln aus Kalebassenhalbschalem auch Flöte. Die Ewe in der Volta Region im Südosten Ghanas nennen diese Holzflöte ekpe (edze).

## Bauform

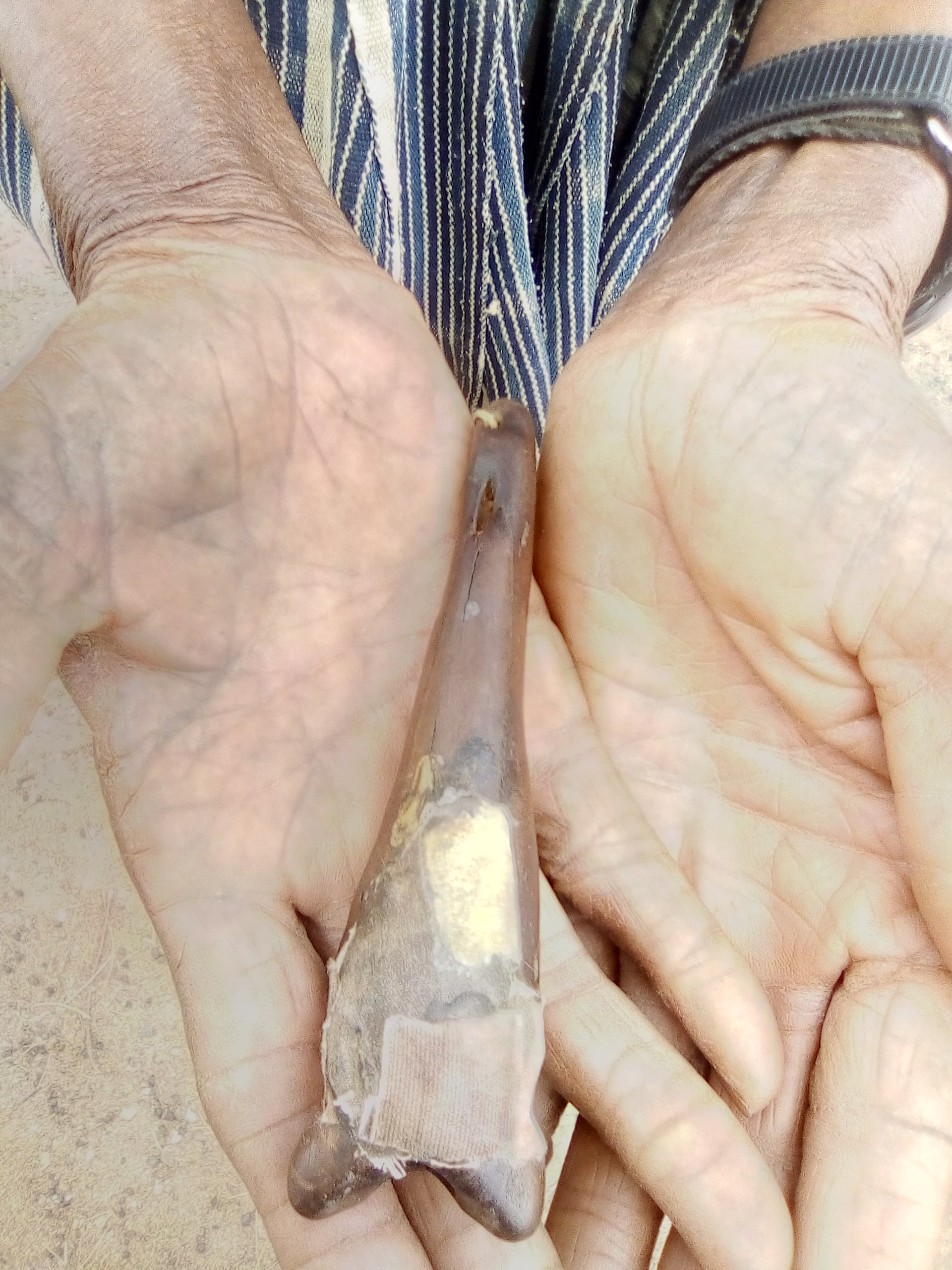
Schlanke Form einer Holzflöte yua aus dem Dorf Funsi, Wa East District im Nordwesten von Ghana. Die Anblasöffnung ist unten. Mit einer am schlanken Ende durchgeschlauften Schnur wird die Flöte um den Hals gehängt.

Kerbflöten sind Längsflöten, bei denen die Blasluft gegen eine Einkerbung am oberen Rand des Flötenrohrs gelenkt wird. Die allgemein yua genannten hölzernen Flöten bestehen aus einer kurzen, am unteren Ende geschlossenen (gedackten) Röhre mit zwei oder drei Grifflöchern. An der Einblasöffnung besitzt die yua zwei gegenüberliegende, unterschiedlich große Kerben (in der Sprache Buli der Builsa noai, „Mund“, Plural noa). Normalerweise wird nur gegen die kleinere obere Kerbe geblasen, die untere Kerbe (kpilima-noai, „Ahnen-Einkerbung“) wurde einer Beobachtung in Sandema zufolge lediglich beim dortigen Totenritual puuk beim Spiel angeblasen, was Franz Kröger (2001) in einen Zusammenhang mit der bei solchen Totenfeiern häufigen Umkehrung von üblichen Verhaltensweisen stellt. Das Flötenrohr ist bei den typischen Varianten im oberen Bereich wie bei einer Knospe verdickt und verjüngt sich nach unten zu einer ungefähr zylindrischen oder konischen Röhre, die in ein kantiges, spitz zulaufendes Ende übergehen kann. Zwei Grifflöcher (voain, Plural voana) sind seitenständig gegenüber in die Verdickung eingebohrt. Manche Flöten besitzen ein drittes Griffloch seitenständig oder vorderständig im unteren Bereich der Röhre. Am unteren Ende ist meistens noch ein weiteres Loch eingebohrt, das nicht in den Windkanal führt, sondern der Befestigung einer Schnur dient, an der die Flöte um den Hals getragen wird.
Wegen eines verdickten oberen Endes und zwei gegenüber angeordneten Grifflöchern typologisch mit der yua verwandt sind einige kurze Flöten oder Pfeifen, deren unteres Ende jedoch offen ist und zur Tonbildung mit einem Finger verschlossen werden kann. Sie stehen am Übergang von den Längsflöten zu den Gefäßflöten. Hierzu gehören die oja im Süden Nigerias, die seltene ombgwe in Simbabwe und einige rundliche oder konische Signalpfeifen aus Holz oder Elfenbein mit zwei seitlichen Grifflöchern in der Demokratischen Republik Kongo.
Eine der yua ähnliche Signalpfeife der Konkomba bildet Bernhard Ankermann (1901) ab. Dieses unten geschlossene konische Blasinstrument besitzt ein Griffloch in der Nähe der breiten Anblasöffnung.
In der Literatur bis zum Anfang des 20. Jahrhunderts werden häufig Flöten und Pfeifen in Nordghana erwähnt, aber ohne ihre Form und Verwendung näher zu beschreiben. Bekannt ist, dass Flöten im Norden weit verbreitet waren und generell gleichermaßen als Signalinstrumente und zum Musizieren dienten. Die Sammlung im Nationalmuseum in Accra zeigt die Formenvielfalt der nordghanaischen Flöten und Pfeifen. Dzagbe Cudjoe (1970) teilt die im Museum aufbewahrten Flöten aus Nordghana nach ihrer Form in vier Gruppen ein:
- undekorierte hölzerne Kerbflöten: Alle verjüngen sich konisch zum unteren Ende, mit und ohne Verbreiterung im oberen Bereich. Längenangaben zwischen 12,4 und 32 Zentimeter. Beim längsten Exemplar steckt ein Bündel Vogelfedern im Windkanal, das vor eindringendem Staub und zur Reinigung dienen sollte. Die Herkunftsangaben beschränken sich auf die Region oder nennen den Ort: Wa, Paga (Hauptort des Distrikts Kassena-Nankana West in der Upper East Region) und Tumu (im Gebiet der Pasaale).
- hölzerne Kerbflöten mit eingebrannten Verzierungen: Sie entsprechen typologisch den Flöten der ersten Gruppe. Herkunftsorte sind Tamale, Bolgatanga und Burufu (Region Upper West), angegebene Ethnien sind Builsa und Grusi.
- hölzerne Kerbflöten mit eingekerbten Verzierungen: Die Herkunft der Flöten mit Linien oder einfachen geometrischen Mustern ist unbekannt.
- Trommelstock-Flöten und Rohrflöten: Die zwei Trommelstock-Flöten oder Schlägelpfeifen (drumstick whistles) sind rechtwinklig gebogene Trommelschlägel von 36,5 und 35 Zentimetern Länge, bei denen sich die Einblasöffnung am Ende des Handgriffs befindet. Sie eignen sich für beide Funktionen und wurden früher gelegentlich verwendet.[24] Sie stammen von den Builsa, waren dort aber bereits in den 1970er Jahren kaum noch bekannt.[25]

Brigitta Benzing (1969), die sich mit der Verbreitung der Sprechflöten beschäftigt, teilt die kleinen hölzernen Flöten von Ghana und Togo, die in der Literatur beschrieben und abgebildet werden, anhand der unterschiedlichen Formen in elf Typen ein. Zugeordnet werden diese Typen den Tamberma, Dagomba, Nankanse, Lobi, Lyéla (in Burkina Faso), Bimoba, Kassena und Nuna (den Grusi zugehörig). Die einfache oder sehr komplexe Formgebung folgt demnach lokalen Vorlieben.

### Herstellung

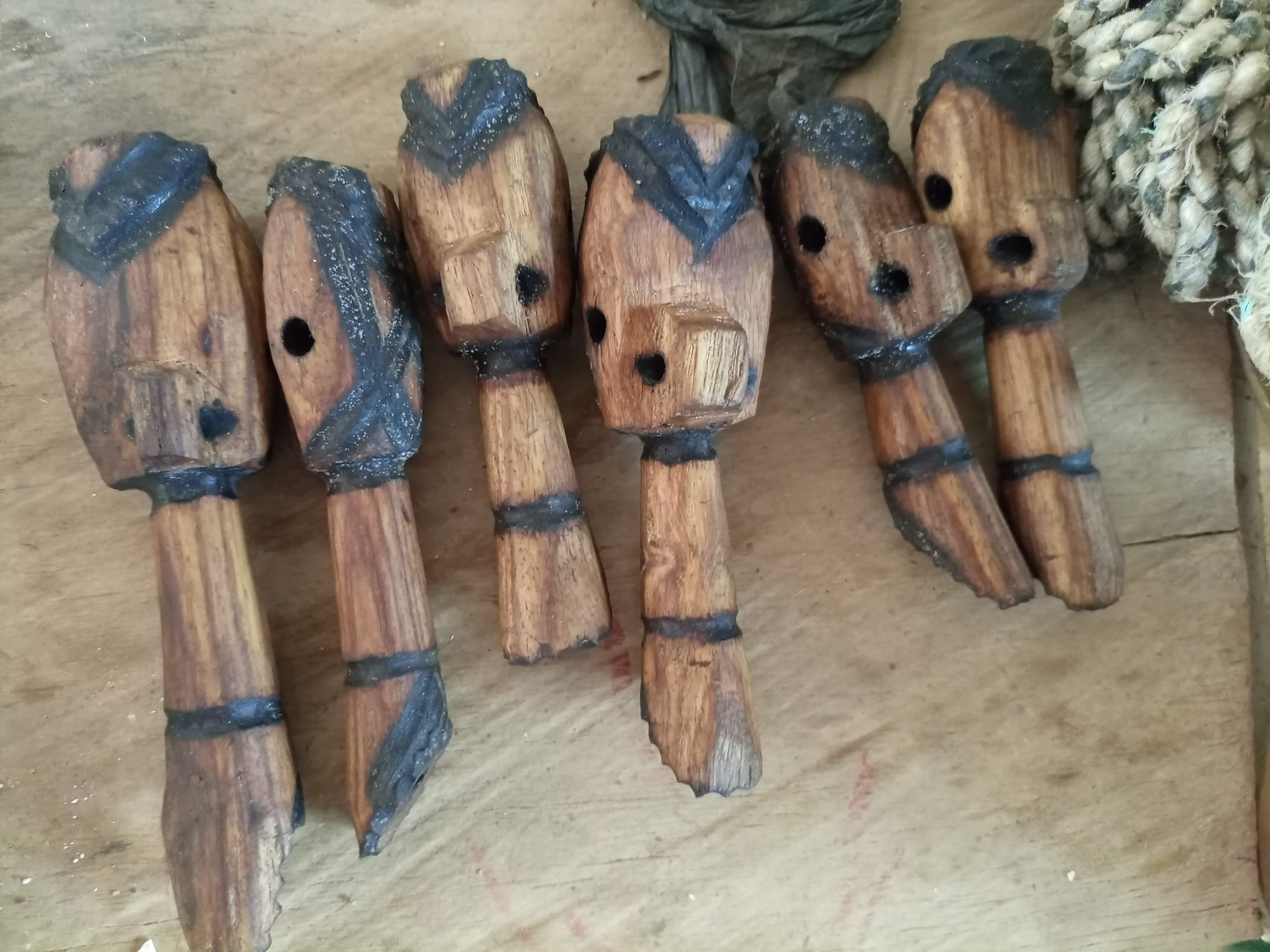
Grob geschnitzte Holzflöten in Ghana mit zwei bis drei Grifflöchern, die zum Typus der yua gehören. Die Anblasöffnung ist oben.

Holzflöten werden bei den Builsa nur von spezialisierten Handwerkern angefertigt. Die Instrumentenbauer verwenden zur Herstellung der Flöte das Holz der kleinen bis mittelgroßen Bäume Mitragyna inermis (Buli taaruk) oder Pseudocedrala kotschyi (Buli kpasagi). Der letztgenannte Baum ist bekannt, weil aus seinen Blättern ein Antimalariamittel gewonnen wird.
Ein Ast dieser Baumarten wird auf die passende Länge abgeschnitten und zunächst mit einer kleinen Dechsel mit schmaler Klinge durch Behauen der Länge nach in eine ungefähr rechteckige Form gebracht. Hierbei wird das Aststück in der linken Hand gehalten oder schräg mit einem Ende in den Boden gesteckt. Als Nächstes werden die Kerbe am oberen Ende und die übrigen äußeren Formen grob herausgearbeitet. Die Feinbearbeitung der Oberfläche erfolgt jetzt noch nicht, weil beim Ausbrennen der Bohrung das Holz zerstört werden kann. Zum Ausbrennen legt der Handwerker drei Ahlen ins Feuer und bohrt abwechselnd mit ihnen in glühendem Zustand zunächst von der Kerbe den mittigen Windkanal und danach von der Seite die Grifflöcher ein. Den Windkanal verbreitert er im oberen Bereich, indem er die Ahle dreht und seitwärts bewegt oder einen angeschärften Schraubenzieher zum Auskratzen einsetzt. Falls der Windkanal tief genug eingetrieben wurde, ohne die Wandung zu verletzen, kann die Feinbearbeitung der Oberfläche erfolgen, die mit einigen Verzierungen in Form von eingebrannten Linien beendet ist.

### Tagalik
Die kleinste Flöte nennen die Builsa tagalik (Plural tagalisa), auch tagalik-yuik oder tagalik-wiik. Sie ist meist 11–12 Zentimeter, gelegentlich bis zu 20 Zentimeter lang und hat einen seitlichen Durchmesser von 2,5–3 Zentimetern. Die Form der Röhre ist zylindrisch oder leicht konisch, die Verdickung am oberen Ende fehlt. Falls ein drittes Griffloch vorhanden ist, befindet es sich in Spielposition unterhalb der beiden anderen auf der rechten Seite. Die tagalik wird hauptsächlich von Hirtenjungen als Signalflöte (Signalpfeife) eingesetzt. Wird sie manchmal mit anderen Flöten in einem Ensemble zum Musizieren verwendet, nennt man sie yu-diak oder wi-diak. Ihr Tonumfang beträgt bei einem 1974 untersuchten Exemplar d2–e2–f2–g2–gis2 und bei einem anderen e2–fis2–g2–a2–h2.
Eine moderne, im Handel erhältliche Version ist 12 Zentimeter lang und besitzt zwei Grifflöcher, eines an der Oberseite für den Zeigefinger und eines an der Unterseite für den Daumen.

### Tapuliok
Die tapuliok ist eine ältere Flöte mit einer ovalen Verdickung am oberen Ende und drei Grifflöchern, für die Franz Kröger bei Befragungen 1974 unterschiedliche Namen erhielt: neben Aussprachevarianten von tapuliok (tampiliok, tampoliung und tapiliok) auch yui-poliok und puuta wiik (von Plural puuta, Singular puuk, „Bauch“, auf die Form bezogen). Bekannt sind ein Exemplar mit 15 und eines mit 20 Zentimetern Länge. Der Tonumfang ist sehr eng mit d1–dis1–e1–f1–fis1.

### Tachening
Den seltenen Namen tachening verwenden die Builsa nur für Flöten, die in einem Flötenensemble zusammen gespielt werden. Üblicher ist auch hierfür die unspezifische Bezeichnung yuik oder wiik. Die tachening entspricht in ihrer Form im Wesentlichen der tapuliok mit drei Grifflöchern, ist aber länger. Häufig wird die tachening in einer Gruppe von drei Flötenspielern eingesetzt. In diesem Fall werden die drei Flöten nach ihrer Größe benannt (mit den Maßen eines solchen Dreiersatzes in Zentimetern):
- yu-nubi (auch wiik-nubi, „weibliche Flöte“), die größte Flöte mit drei Grifflöchern: Gesamtlänge 20,7, Länge der engen zylindrischen Bohrung 18, Länge vom oberen Ende bis zu den beiden gegenüberliegenden Grifflöchern 5,0
- yu-saarik (yu-saaring, yu-chogsum, wiik-chogsum), die mittelgroße Flöte mit zwei Grifflöchern: Gesamtlänge 20,4, Bohrung 17, Länge bis zu den Grifflöchern 4,5
- yu-diak (wiik-diak, „männliche Flöte“), die kleinste Flöte mit zwei Grifflöchern: Gesamtlänge 17, Bohrung 13, Länge bis zu den Grifflöchern 4,0.

Außerdem wird ein Satz von sechs Flöten (yu-kpiensa) verwendet. Die an einem Flötensatz gemessenen Gesamtlängen betragen zwischen 30 und 21,5 Zentimeter, die Längen der Bohrung zwischen 20 und 14,5 Zentimeter und die Abstände vom oberen Ende bis zu den Grifflöchern zwischen 6,7 und 5,3 Zentimeter. Bei allen Flöten ist ein Loch durch das untere Ende gebohrt, damit sie an einer dünnen Kette um den Hals getragen werden können.

### Bambusflöten
Neben den Holzflöten kommen auch Längsflöten aus Bambus vor, die sehr selten sind. Bei einer gedackten Bambusflöte ist das untere Ende durch einen Wachstumsknoten verschlossen. Ein Exemplar eines Hirtenjungen ist 16,5 Zentimeter lang und besitzt zwei Grifflöcher gegenüber und 2 Zentimeter von der gekerbten Anblasöffnung entfernt. Das schnell herstellbare Blasinstrument gilt offenbar als wenig wert und wird weggeworfen, wenn die Zeit seines Einsatzes auf den Weiden vorbei ist. Einen anderen Namen außer yuik oder wiik hat diese Flöte nicht.
Nahezu unbekannt ist eine früher vielleicht häufiger vorgekommene Rohrflöte, die am unteren Ende offen ist. Die tilerik genannte Flöte kann nur kurz nach der Erntezeit aus einem Halm der Fingerhirse (zamonta) geschnitten werden und ist wenig haltbar. Außerdem ist sie schwer zu spielen, was Franz Kröger zufolge der Hauptgrund für ihre Seltenheit ist. Im unteren Drittel des Flötenrohrs werden an der Oberseite drei Grifflöcher in einer Reihe eingebrannt. Vorderständig ist auch die Kerbe an der Anblasöffnung. Tilerik werden stets nur einzeln oder paarweise gespielt und nicht mit anderen Musikinstrumenten zusammen. Bei einem Flötenpaar heißt die längere, dünnere und wohl höher klingende Flöte tilerik-diak („männliche Flöte“, 34,5 Zentimeter bei einem Exemplar gemessen) und die kürzere, dickere Flöte tilerik-nubi („weibliche Flöte“, 31 Zentimeter).

## Spielweise und kulturelle Bedeutung

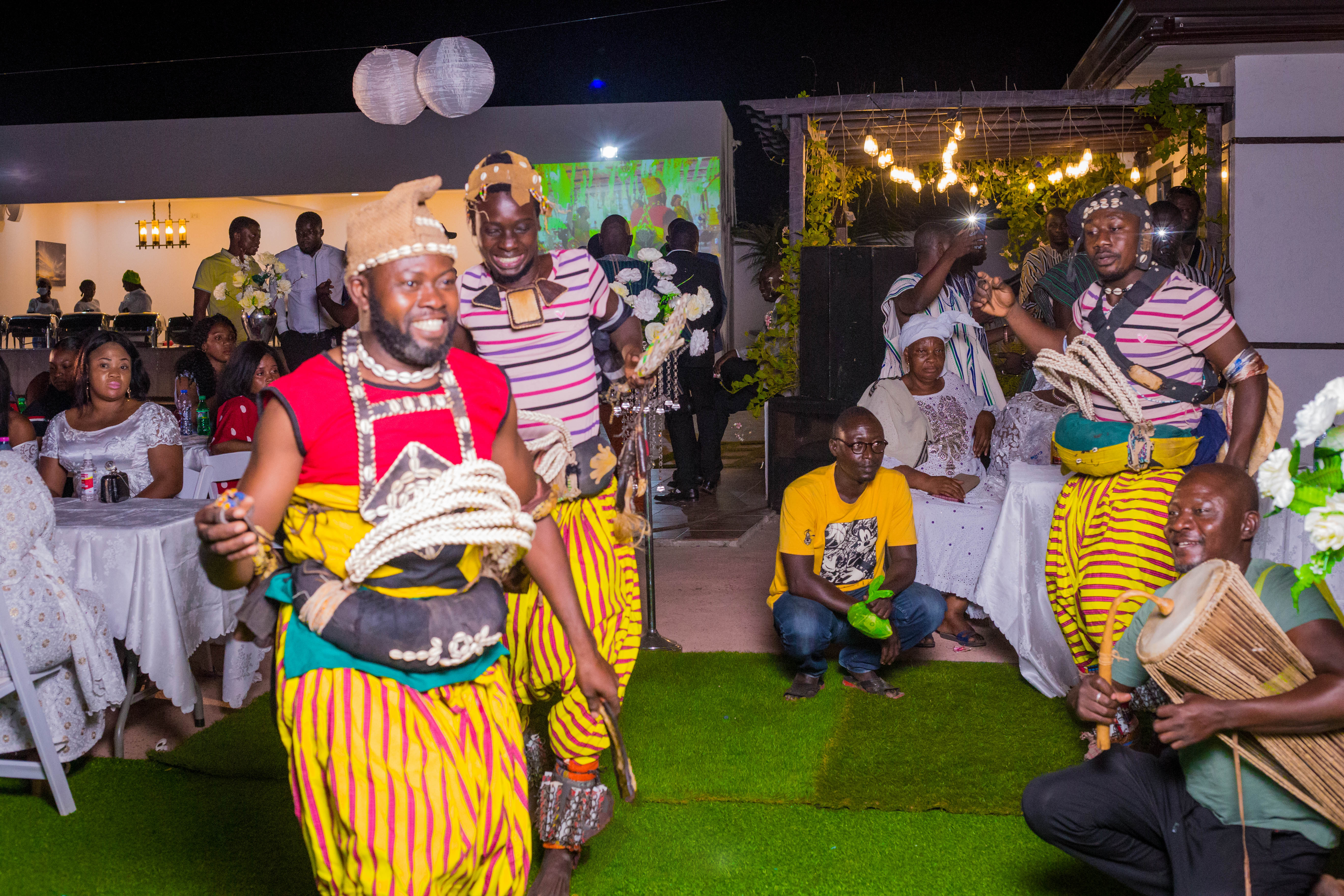
Jera-Tanz der Dagomba. Rechts die Sanduhrtrommel luna, die mit einem gebogenen Stock geschlagen wird.

Wegen ihres geringen Tonumfangs wird die yua weniger als Melodieinstrument, sondern für die mit ihr produzierten komplexen rhythmischen Muster geschätzt. Allgemein ist der Tonumfang in der ghanaischen instrumentalen Volksmusik gering. In dieser Funktion wird sie solistisch, in einem Ensemble zur Tanzbegleitung oder zur rhythmischen Begleitung eines Preisliedsängers (Griot) eingesetzt. Daneben dient die yua Hirten auf den Weiden als Signalinstrument und zur Übermittlung einfacher Botschaften. Prinzipiell dürfen Flöten in Ghana auch von Frauen gespielt werden, während manche Ghanesen die Vorstellung haben, dass Frauen durch das Spiel (europäischer) Blechblasinstrumente unfruchtbar werden oder eine Fehlgeburt erleiden könnten.

### Tänze in Nordghana

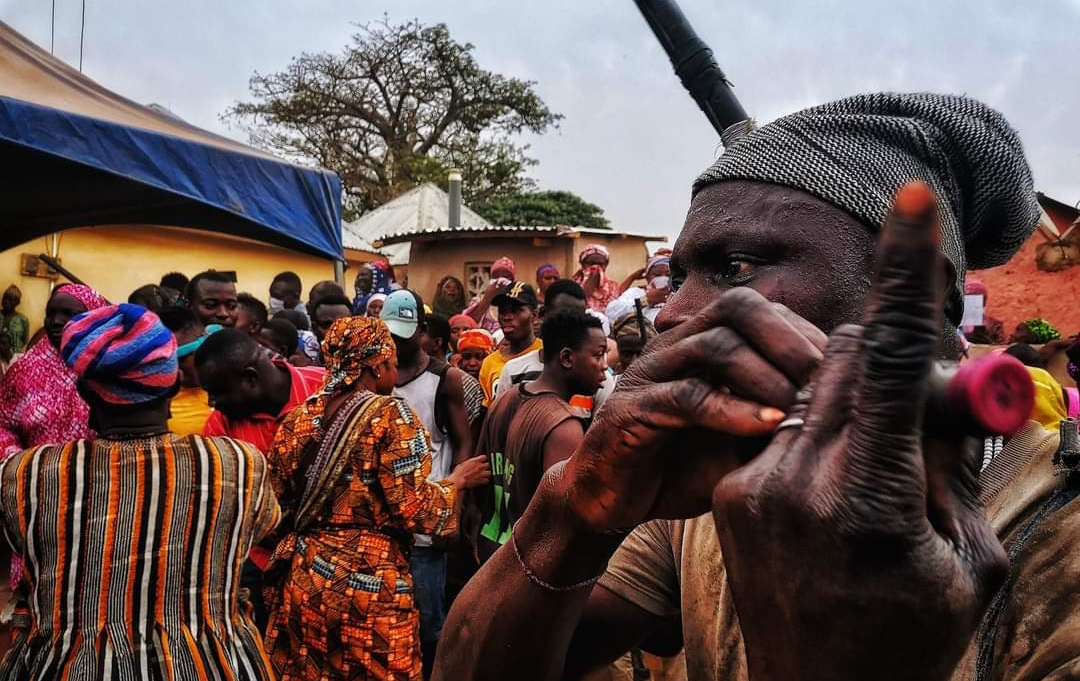
Flötenspieler bei einer Festveranstaltung in Nordghana

Die Boosi, eine Ethnie im Bongo District, spielen zur Begleitung verschiedener Tänze die yua (hierbei yongo weia genannt) zusammen mit der zweifelligen hölzernen Zylindertrommel guligo (die auch aus einem beidseitig offenen und mit Tierhaut bespannten Blechkanister bestehen kann), der Kalebassen-Gefäßrassel sinyagre, der Kesseltrommel bimte (eine mit Ziegenhaut bespannte Kalebasse) und an den Knöcheln oder den Knien der Tänzer umgebundenen Fußrasseln.
Trommeln und Flöten begleiten zahlreiche rituelle Tänze, deren Herkunft häufig mit einer mythischen Erzählung begründet wird. Am Ursprung eines kulturellen Phänomens können Zwerge stehen, die häufig die jenseitige Welt bevölkern. So sind es in der Erzählung über den Ursprung des Tanzes jera bei den Dagomba Zwerge, die von einem Jäger namens Nanjaa entdeckt wurden, der nur nachts auf die Jagd ging. Eines Nachts traf er auf Zwerge, die sich mit einem Tanz unterhielten und dazu Trommeln schlugen. Der Jäger prägte sich den Tanz und das Trommelspiel ein. Als die Zwerge fertig waren, stahl er ihre Trommeln und ihre Tanzkostüme, die er in sein Dorf brachte. Dort führte er den Tanz und die Musik den Dorfbewohnern vor. Der neue Tanz verbreitete sich schnell auch in den Nachbardörfern. Anfangs wurde der jera-Tanz bei der Bestattung von Häuptlingen und Jägern aufgeführt, später auch bei der Einführung eines neuen Häuptlings und bei anderen gesellschaftlichen Anlässen. Zu seiner Begleitung gehören die zweifellige Zylindertrommel gungon, die Sanduhrtrommel luna, ein Paar Korbgefäßrasseln sayalim, ein längliches Aufschlagidiophon fienna (dem adawura der Akan entsprechend), die Doppelglocke dawule (der gankogui entsprechend) und eine yua.
Bei den Kassena ist der beliebteste Tanz jongo, der bei vielen gesellschaftlichen Anlässen aufgeführt wird. Zu seiner Begleitung dienen vier Zylindertrommeln gulu, eine Sanduhrtrommel gunguna (gungonga) und sechs oder sieben Flöten yua. Nur Erwachsene tanzen den jongo, während Kinder versuchen, den Tanz und das Spiel der Instrumente nachzuahmen. Ein anderer beliebter Tanz bei den Kassena und Frafra in der Upper East Region, der von einem Trommel-Flöten-Ensemble begleitet wird, ist der nagila. Beim nagila bewegen die Tänzer die angewinkelten Arme schnell auf und ab, während sie mit den Füßen auf den Boden stampfen. Beide traditionellen Tänze dienen der Unterhaltung und werden bei zeremoniellen Anlässen (Hochzeiten, Beerdigungen) aufgeführt.

### Builsa
Bei offiziellen Anlässen verwenden die Builsa drei Flöten tachening und für einige ihrer Tänze sechs oder sieben Flöten zusammen mit Trommeln. Mit anderen Blasinstrumenten wie Hörnern werden Flöten dagegen kaum kombiniert. Die ältere Flöte tapuliok wurde früher bei verschiedenen zeremoniellen Anlässen gespielt: als einzelne Flöte bei Kriegstänzen; als Signalinstrument, um Krieger vor einem Kriegszug herbeizurufen und eventuell auch, um Jäger für eine gemeinsame Jagd zusammenzurufen. Die tapuliok wurde entweder solistisch oder im Zusammenspiel mit Zylindertrommel und Doppelglocke, aber nie mit anderen Flöten gespielt.
Die Builsa haben den allgemeinen Begriff nag-nangta für Musikinstrumente und sonstige Klangerzeuger (Eimer, Händeklatschen), kennen aber keine der internationalen Klassifizierung entsprechende typologische Unterteilung, abgesehen von der Einteilung in Klangerzeuger, die geschlagen (nagi) oder geblasen (pieri) werden. Diese eigene Art der Klassifizierung ist an die Bedeutung der Verben in der Sprache Buli gebunden und nicht mit der Unterscheidung zwischen Schlaginstrumenten und Blasinstrumenten deckungsgleich.
Zu pieri („blasen“) gehören alle Flöten yua, Quertrompeten namuning (Plural namunsa) aus Antilopenhörnern und das Einfachrohrblattinstrument paampuung aus einem Hirsehalm, während nagi („schlagen“) sich auf Trommeln, Rasseln, Glocken, Händeklatschen und die zweisaitige Binnenspießlaute kpanung (der xalam ähnlich) bezieht. Da manche Flöten „sprechen“ (biisi) können, werden sie außerdem in eine weitere Gruppe zusammen mit den Sprechtrommeln sampana und der Kriegs-Quertrompete kantaing (ein etwas anders bearbeitetes Antilopenhorn) eingeordnet.
Wie die konstruktiven Merkmale sind auch die musikalischen Möglichkeiten kein Kriterium, um einem Musikinstrument eine bestimmte Wertigkeit beizumessen. Diese hängt allein vom Gebrauch bei bestimmten gesellschaftlichen Anlässen ab. So müssen etwa die Sprechtrommeln sampana, sofern verfügbar, bei offiziellen Auftritten des Häuptlings geschlagen werden, sie sind jedoch bei keinem anderen Anlass erlaubt. Die sampana nehmen daher den obersten Rang unter den Musikinstrumenten ein, während die nur zur Unterhaltung gespielte Binnenspießlaute kpanung und die anderen Saiteninstrumente auf der niedrigsten Rangstufe stehen. Saiteninstrumente dürfen keinesfalls bei den kulturell bedeutenden Totengedenkfeiern gespielt werden. Zu diesen Feiern gehören neben Sanduhrtrommeln gungona und Kalebassentrommeln gora auch Flöten (mit Ausnahme der für diesen Zweck zu leise klingenden Rohrflöte tilerik), obwohl Flöten und die genannten Trommeln ansonsten für Unterhaltungszwecke verwendet werden. Diese bei Totengedenkfeiern gespielten Musikinstrumente haben auch dort eine unterhaltende Funktion und sind kein Element des eigentlichen Rituals.
Totengedenkfeiern (kuub, Plural kuuna) sind bei den Builsa und in der gesamten Region die aufwendigsten Feiern im Leben eines Menschen und im Jahreszyklus. Sie werden üblicherweise für mehrere Verstorbene veranstaltet, dauern einige Tage und finden an mehreren Orten im Umkreis eines Gehöfts statt. Die gesamten Rituale für einen Verstorbenen bestehen aus der zeitlichen Abfolge von Begräbnisritual (kuub paalik), Totengedenkfeier (kuub) und zweiter Totengedenkfeier (juka). Die Auswahl der eingesetzten Musikinstrumente und die zu singenden Trauerlieder richten sich nach dem Alter und dem Ansehen des Toten.– Dementsprechend werden mehr oder weniger alte und bedeutende Trommeln verwendet.
Bei der Bestattung von Frauen wird zwischen verheiratet und unverheiratet unterschieden. Je nachdem enthält die Zeremonie eine bestimmte Anzahl Trauerlieder (kum-yiila) und Klagen (kum). Werden Männer bestattet gehört zur Zeremonie als wichtigstem Element (zong chuk cheka) ein Ensemble von drei Trommlern (ginggana), die auf dem Flachdach eines Hauses eine bestimmte rhythmische Formel spielen. Sie sind obligatorisch, dazu können entweder Flöten- oder Quertrompetenspieler auftreten. Die Begleitmusik bei den Bestattungszeremonien erhält ihre Bedeutung, weil die Builsa glauben, dass die Seelen der Ahnen und Verstorbenen (chiisa), die sich im Ahnenreich (kpilung) aufhalten, anwesend sind und wie die Lebenden die Musik hören können. Die hierbei zur Unterhaltung gespielte Musik wird nicht wie die Ritualmusik im engen Bereich innerhalb eines Gehöfts, sondern davor für ein größeres Publikum aufgeführt. Wie Ulrike Blanc (2000) mitteilt, ist die Qualität der Musik einigen Aussagen zufolge nicht wesentlich, sie erleichtere es in jedem Fall dem Verstorbenen, angenehmer ins Jenseits zu gelangen. Nach anderen Meinungen solle die Musik auch „schön“ sein.
Die bei Totengedenkfeiern und anderen zeremoniellen Anlässen zur Unterhaltung (diinta) parallel zu den einzelnen Ritualen gespielte Musik besteht aus Instrumentalmusik, Gesang und Tänzen und soll für eine angenehme Atmosphäre unter den Gästen sorgen. Ein typisches Unterhaltungsensemble besteht aus drei tachening-Flöten (wiik-nubi, wiik-chogsum und wiik-diak). Die drei Flötenspieler treten entweder allein oder mit Trommlern zusammen auf. Die Trommelgruppe besteht meist aus zwei Zylindertrommeln gori und einer Sanduhrtrommel gunggong. Sind die lauter klingenden Zylindertrommeln ginggana im Einsatz, sollte – falls verfügbar – eine Flötengruppe mit sechs Spielern und je zwei Flöten einer Größe hinzukommen. Die Flötenspieler blasen kurze Tonfolgen, während sie sich außerhalb des Gehöfts zwischen den einzelnen Zuhörergruppen bewegen, die entweder auf Matten unter einem Baum sitzen oder die Verkaufsstände von Hirsebier (Pito) umlagern. Die Zuhörer bedanken sich, indem sie den Musikern kleine Cedi-Scheine auf ihre schweißnasse Stirn kleben.
Bei der abschließenden Totengedenkfeier (juka) werden Lieder (kum-yiila) gesungen, die zuvor nicht zu hören waren. Die Lieder handeln vom Schicksal des Verstorbenen, der nun endgültig ins Ahnenreich übergeht.
Ein besonderer Einsatz der Flöten sind die über das Siedlungsgebiet der Builsa hinaus bekannten Kriegstänze (leelik, Plural leelisa), die aktionsreich mit kodifizierten Bewegungsabläufen Kämpfe darstellen und zur Unterhaltung bei den Totengedenkfeiern beitragen. Üblicherweise werden zur Begleitung der Kriegstänze zweifellige Zylindertrommeln ginggaung geschlagen, während die Kriegstrommel dunduning, eine einfellige Standtrommel, nur noch selten zu hören ist. In den meisten Fällen besteht das Ensemble lediglich aus einer ginggaung-diak, der kleinsten Zylindertrommel dieses Typs, und zwei der kleinsten Flöten tagalik. Besteht das Ensemble aus mehreren ginggaung, muss ein Satz von sechs Flöten gespielt werden. Ein anderes Begleitensemble bei Kriegstänzen besteht aus Sanduhrtrommeln gunggong, Doppelglocke sinlengleng sowie den Quertrompeten namuning und kantain. Auch hier soll mit dem Spiel der Musikinstrumente der Übergang des Verstorbenen ins Jenseits erleichtert und die identitätsstiftende Verbindung zu den Ahnen befördert werden. Wenn die Tänzer einige Schritte langsam vorwärts und schnell zurückgehen, mit den Füßen stampfen und den Oberkörper nach hinten geneigt im Kreis bewegen, ahmen sie einen Büffel nach. Dazu tragen sie einen schweren Helm aus einer Kalebassenschale mit Büffelhörnern. Der bei den abschließenden Totengedenkfeiern aufgeführte leelik war ursprünglich wohl ein magisches Ritual der Jäger. Heute wird der Tanz auch im Rahmen des jährlichen Feok Festivals als Erntedankfest aufgeführt. Das seit 1974 in größerem Maßstab veranstaltete Feok Festival zieht auch Touristen an. Der dabei aufgeführte Kriegstanz leelik wird nunmehr hauptsächlich als einstigen Kampfruf zum Widerstand gegen den transatlantischen Sklavenhandel verstanden, an den er heute erinnern soll.

### Sprechflöte
Unter anderem bei den Builsa, Kassena, Nankanse und Dagomba in Nordghana ist eine Flötensprache bekannt, mit der einfache Aussagen wie „ich gehe jetzt auf den Markt“ oder „meine weiße Kuh ist verschwunden“ zu übermitteln sind. Die kurzen Tonfolgen der Flöte sollten Botschaften enthalten, die idealerweise von allen Mitgliedern der Gruppe verstanden werden. Heute kann jedoch nur noch ein Teil der Bevölkerung die Botschaften verstehen, obwohl sie die manchmal auch gesungenen Melodiefragmente der Flöte als Signalsprache erkennen. Die rein der Unterhaltung dienenden Musikinstrumente (Binnenspießlauten, Klappern, Rasseln, manche Trommeln) werden in Nordghana als Begleitinstrumente der „Sprechmusik“ untergeordnet, zu deren eigentlichem Instrumentarium neben Flöten auch Sanduhrtrommeln, Naturtrompeten und Doppelglocken (dawule) gehören.
Außer in Nordghana sind Sprechflöten in der Volta Region im Südosten des Landes, im Norden Togos, bei den Lele-Sprechern im Süden des Tschad und bei den Pende in der Provinz Bandundu im Kongo belegt. Der Schweizer Missionsarzt Rudolf Fisch gibt die Schilderung seines Informanten über einen Tanz der Dagomba wieder: Tépyébrà lá wia, „wir blasen die Signalpfeifen“, sagte er, auf die Funktion der Flöte verweisend. Der britische Kolonialverwalter Allan Wolsey Cardinall, der sich ab 1914 in der Kolonie Goldküste aufhielt, wusste über die Pfeifen der Konkomba nur zu berichten, dass sie von ihnen selbst hergestellt werden und entweder eine Melodie oder schlicht beliebige Töne von sich geben. Als erster erkennt der Ethnologe Leo Frobenius (1923), dass die Holzpfeifen als Sprechflöten gebraucht werden: „Wildstämme in Nordtogo! Diese trommeln nicht, diese blasen auf kleinen Flöten. Auf der Flöte erzählen sie sich von Dorf zu Dorf das Neueste. ...sie können auf ihren Flöten alles so gut ausdrücken wie mit der Sprache.“ Der britische Afrikanist Robert Sutherland Rattray (1927) stellt wenig später fest, dass es „Stämme in den nördlichen Gebieten der Goldküste (gibt), die eine Pfeifsprache besitzen.“
Die Sprechflöte überträgt nicht einfach die Tonhöhen der gesprochenen Sprache in zugehörige Klänge, denn die Tonhöhen eines Wortes in den Gur-Sprachen können sich je nach Stellung im Satz verändern. Stattdessen benötigt es für die Übertragung der Wörter feststehende und kodizifierte melodische Muster. Diese sollten, da es sich auch um eine Unterhaltungsform handelt, einer gewissen musikalischen Ästhetik folgen.